# 712

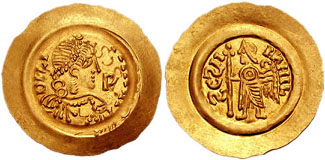
Koning Liutprand van de Longobarden

Het jaar 712 is het 12e jaar in de 8e eeuw volgens de christelijke jaartelling.

## Gebeurtenissen

### Byzantijnse Rijk
- De Bulgaren onder leiding van Tervel, koning (khagan) van het Bulgaarse Rijk, plunderen Thracië en bedreigen de stadsmuren van Constantinopel. Keizer Philippikos stuurt een deel van het Byzantijnse leger naar de Balkan om de invallen te bestrijden. Hierdoor wordt het Byzantijnse Rijk verzwakt en trekken de Arabieren vanuit het oosten Anatolië (huidige Turkije) binnen.

### Europa
- 30 juni - Liutprand bestijgt de troon als koning van de Longobarden. Tijdens zijn bewind probeert hij de hertogdommen Spoleto en Benevento in te lijven bij het Longobardische Rijk, maar respecteert hij de autonomie van het ducatus van Rome.
- Toledo, de hoofdstad van de Visigoten, valt in handen van de

Moren.

### Arabische Rijk
- De Arabieren veroveren Buchara en Samarkand (Oezbekistan), de steden worden volledig geplunderd en bijna ontvolkt. De overlevenden eindigen in de slavernij of worden gedwongen geïslamiseerd.

### Azië
- Keizer Rui Zong treedt af ten gunste van zijn 27-jarige zoon Xuan Zong. Hij bestijgt de troon als heerser van het Chinese Keizerrijk. De Tang-dynastie erkent het Bohai-koninkrijk (Mantsjoerije).
- Koningin Tri Malö overlijdt na een regeerperiode van 8 jaar en wordt opgevolgd door haar kleinzoon Tridé Tsungtsen. Hij wordt gekroond tot koning van het Tibetaanse Rijk.

## Geboren
- Chrodegang, Frankisch bisschop (overleden 766)
- Du Fu, Chinees dichter (overleden 770)

## Overleden
- 20 oktober - Ali Zain al-Abidien (58), Arabisch imam
- Tri Malö, koningin van het Tibetaanse Rijk